# Władysław Wyderka
Władysław Wyderka (ur. 4 lipca 1891 w Szebniach, zm. 21 lutego 1987 w Przemyślu), duszpasterz wśród robotników polskich we Francji, Kanclerz Kurii Biskupiej w Przemyślu, kanonik kapituły przemyskiej.

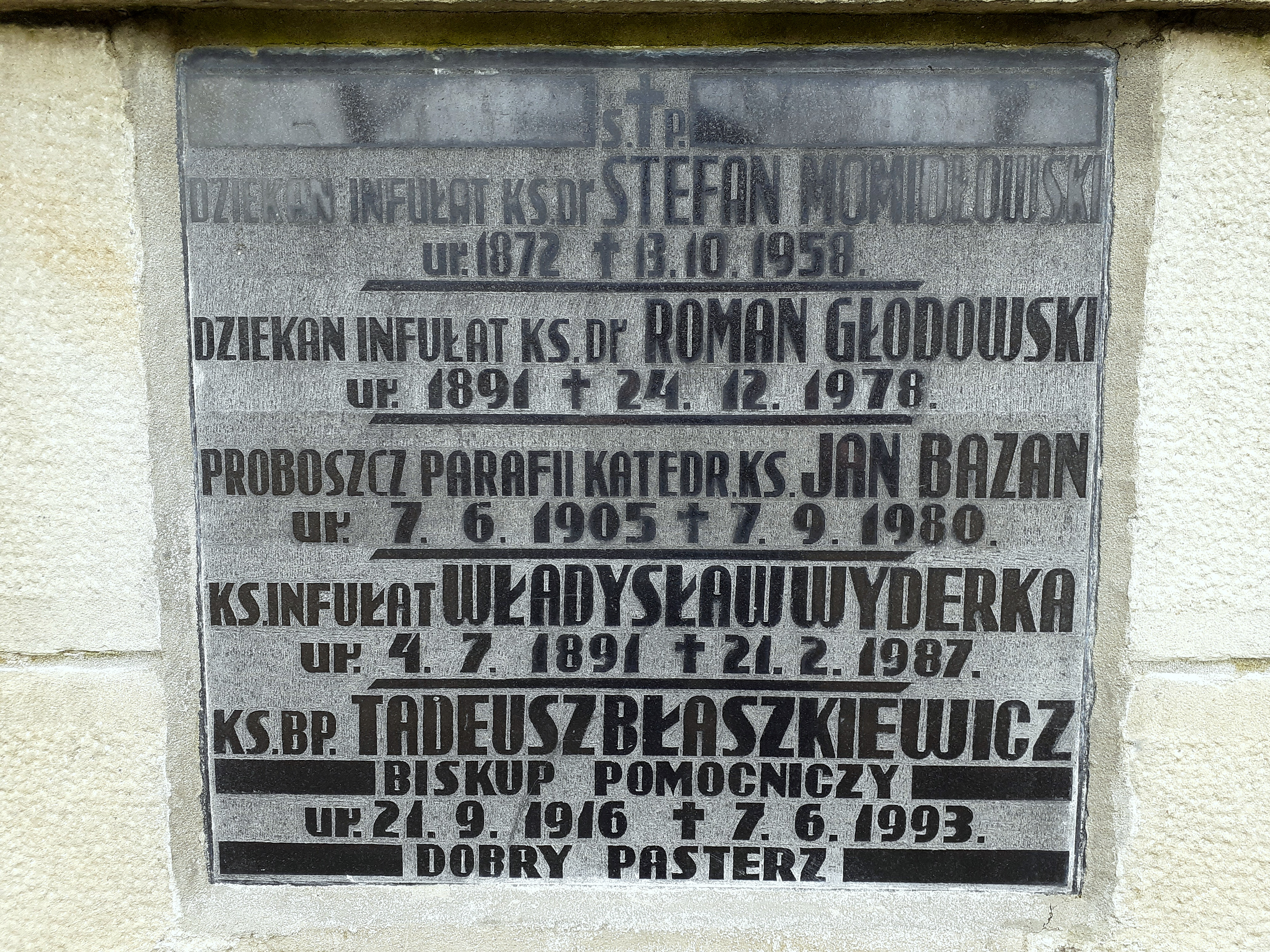
Tabliczka nagrobna ks. Władysława Wyderki

## Życiorys
Ukończył gimnazjum w Jaśle  w 1909. W latach 1914–1918 odbył studia teologiczne w Seminarium Duchownym w Przemyślu. Święcenia przyjął w 1918. Jako wikariusz pracował w Haczowie /1918 - 25/ i w Przeworsku 1925 - 26. Od 1926 do 1938 r. pracował jako duszpasterz wśród robotników polskich we Francji. Był asystentem Akcji Katolickiej. W 1938 został mianowany sekretarzem Diecezjalnego Instytutu Akcji Katolickiej i dyrektorem Diecezjalnego Związku „Caritas”. Przez 37 lat był kanclerzem kurii biskupiej w Przemyślu (od 1939 do 1977). W 1947 otrzymał godność podkomorzego (szambelana) tajnego nadliczbowego Jego Świątobliwości Ojca św. Piusa XII. Od 1949 był kanonikiem gremialnym kapituły przemyskiej. Był egzaminatorem synodalnym, w Seminarium Duchownym uczył języka francuskiego. W 1974 otrzymał godność protonotariusza apostolskiego.
Został pochowany w grobowcu kapituły rzymskokatolickiej na cmentarzu Głównym w Przemyślu.